# 얀 치에하노비치

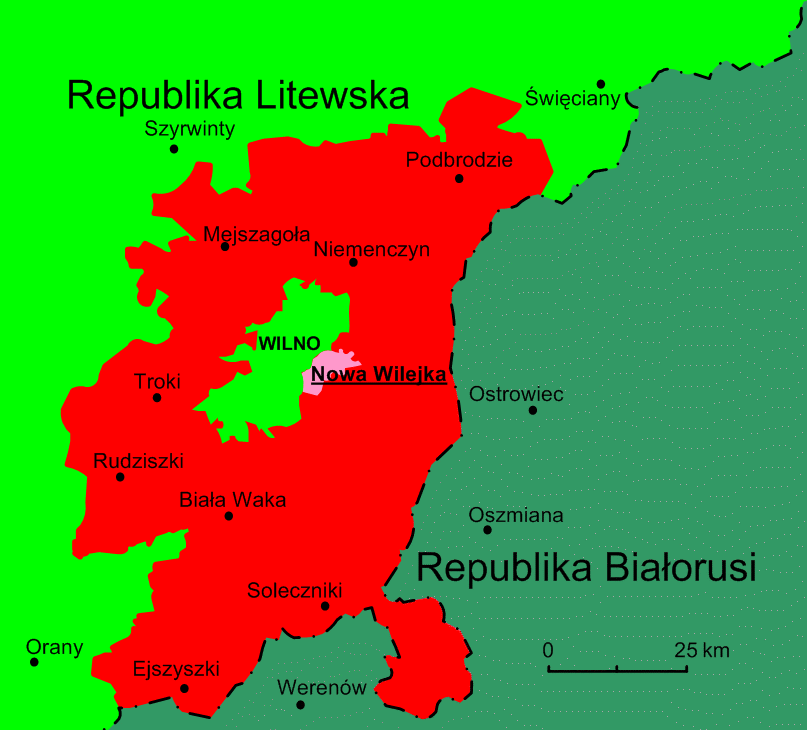
빌뉴스 지역에서의 폴란드인 자치 지역 구상

얀 치에하노비치(Jan Ciechanowicz, 1946년 7월 2일~2022년 1월 10일)는 폴란드계 리투아니아인 정치인으로서 1989년부터 1991년 소련 최고 소비에트의 폴란드인 의원이었다. 소련 해체 직전 리투아니아 동부에, 혹은 벨라루스 서부도 포함하는 지역에 소련에 속하는 폴란드인 자치 지역을 세우려는 여러 움직임을 보였던 인물로 유명하지만 그의 여러 제안들은 심지어 폴란드 정부에 의해서도 받아들여지지 못하였고, 결국 1991년 리투아니아가 독립한 후 그러한 시도는 무산되었다. 1992년 정치 활동을 하지 않겠다는 서약을 한 치에하노비치는 리투아니아 내에서의 구직 활동이 어려워지자 폴란드에 정착하여 고등 교육 기관에서 영어와 독알어를 가르치며 살았다. 이후 폴란드 마조프셰주 프워츠크에서 코로나19에 감염되어 사망했다.